# Greblești (okręg Vâlcea)
Greblești – wieś w Rumunii, w okręgu Vâlcea, w gminie Câineni. W 2011 roku liczyła 666 mieszkańców.